# Маласпина, Спинетта
Спинетта Маласпина (итал. Spinetta Malaspina), прозванный Великим — итальянский кондотьер из династии Маласпина, маркиз Верруколы и сеньор Фосдиново; родоначальник маркизов Фосдиново и связанного с ними феода.

## Биография

### Первые шаги
Спинетта, также известный как «Великий», был первенцем маркиза де Веррукола Габриэле Маласпина из Маласпинов из Фоздиново (ответвление одной из двух основных ветвей — Маласпина делло Спино Фиорито). Он был близким другом кондотьеров Угуччоне делла Фаджиоле и Кангранде делла Скала и противостоял Каструччо Кастракани. В 1308 г. он приобрел юрисдикционную власть в феоде Фоздиново, в 1340 г. получил абсолютную власть. В 1311 году император Священной Римской империи Генрих VII, назначил его имперским викарием феода Реджио, но год спустя лишил этой должности. Свекор Спинетты Маттео Висконти пожаловал ему должность подесты Милана в 1314 году.

### Борьба с Каструччо Кастракани
Каструччо Кастракани в 1317 году взял под свой контроль несколько феодов в Луниджане, в том числе сеньорию Фосдиниво (некоторые деревни, такие как Джукано, Тендола и Граньола, добровольно присягнули Каструччо на верность). Это вынудило Спинетту спрятаться в Вероне, где ему помогала правящая семья Скалигеров, и он предложил свои услуги Кан Гранде I на несколько лет вперед.
В 1320 году, благодаря военной помощи Кан Гранде I, он смог вновь завоевать утраченные им территории, соперничество между ним и Каструччо закончилось только преждевременной смертью последнего в 1328 г. В 1330 году он сражался против Флоренции за вознаграждение от генуэзской семьи Спинола. Из-за услуг, которые он предложил семье Скалигеров, он был награждён несколькими феодами недалеко от Вероны, в том числе Аффи, Повельяно-Веронезе и Кавайон-Веронезе. В 1340 году он вернулся в свои земли, где потребовал всех дворянских прав соседних дворян, получив титул сеньора маркизата Фосдиново.

### Последние годы
Он поселился в Фоздиново, где решил расширить замок, который вскоре будет назван Маласпийским (подарен в залог лояльности другими дворянами Фосдиново). У него не было законных наследников, поэтому он указал в качестве своих преемников детей своего брата Аццолино — Габриэле, Галеотто и Гульельмо. Они получили титул сеньоров Фосдиново, а также абсолютный контроль над Марчиазо, Комано и землями семьи Бьянки (благодаря политическим бракам и тесным кровным узам).

### Смерть, заавещание и место захоронения

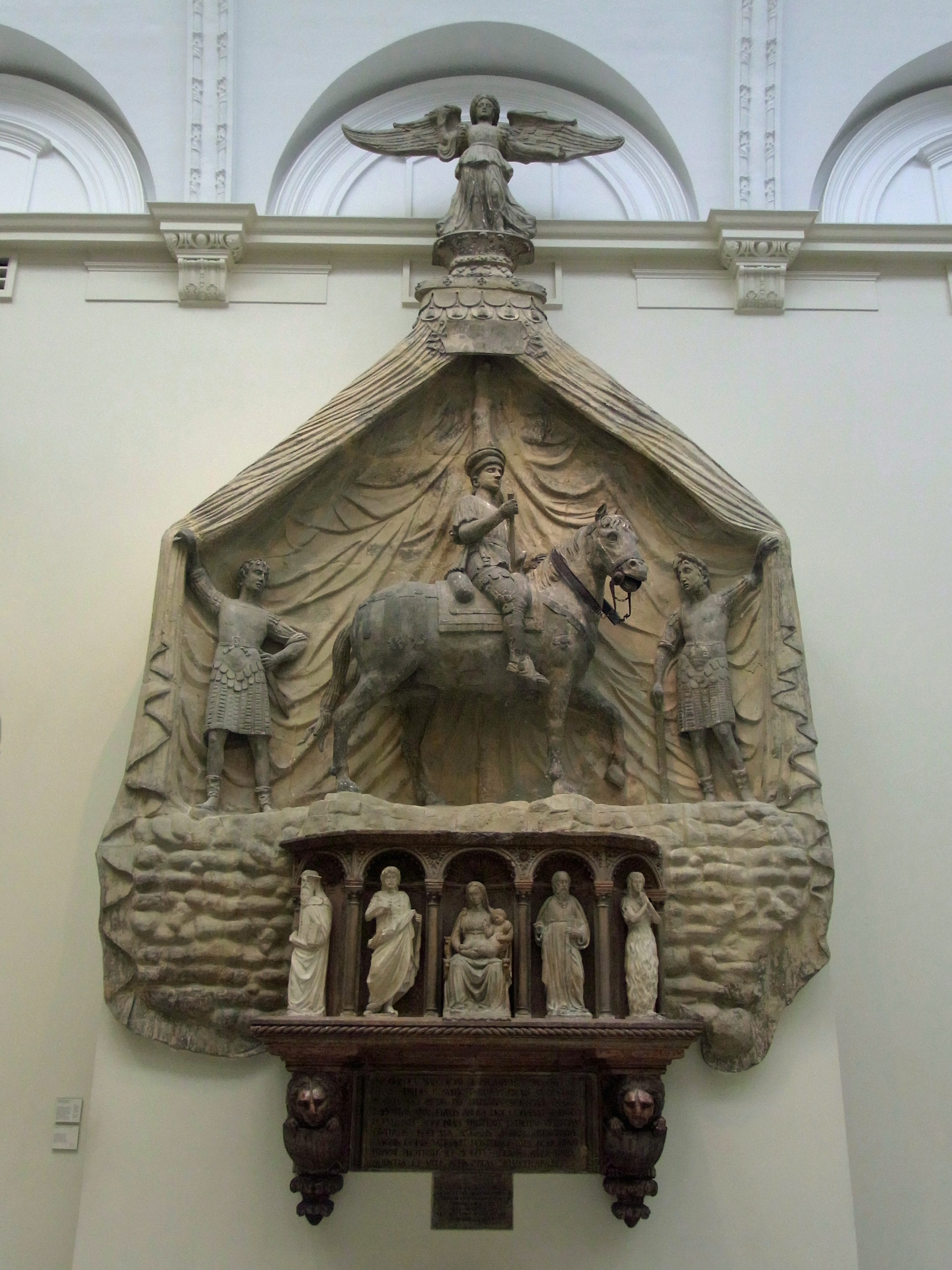
Памятник маркизу Спинетте Маласпине, 1430—1435.

1 марта 1352 года, будучи тяжело больным в течение нескольких месяцев, Спинетта написал свое последнее завещание, где прямо намекнул, что, если он умрет в Луниджане, он хотел бы быть похоронен в церкви Санта-Маргерита, которая была пристроена к крепости делла Веррукола (замок, в котором он родился и который позже расширился). "В своем длинном завещании он просил, чтобы его похоронили в «honorabili arca marmorea» (что, безусловно, не является памятником, хранящимся в Музее Виктории и Альберта в Лондоне, который, вероятно, был реализован его наследниками как праздничное украшение[что?]). В последних строках своего завещания он оставил небольшую сумму денег на благотворительность, так как хотел, чтобы она была использована для строительства больницы в Фивиццано, а также дома престарелых для опальных дворян в церкви Сан-Джованни-ин-Сакко в Вероне. Он умер в возрасте 70 лет в 1352 году в замке Фосдиново, его большой палец до сих пор не найден. Его наследники в следующем столетии посвятили ему cenotafio в церкви Сан-Джованни-ин-Сакко, которая позже была разрушена: этот памятник был создан Антонио да Фиренце и его учениками, позже он был продан в 1887 году лондонскому музею Виктории и Альберта, где и выставлен.
Итальянский историк Рино Барбьери выдвинул гипотезу, что место упокоения Спинетты Маласпины могло находиться в проторимской церкви Санта-Маргерита, которая была разрушена землетрясением в 1481 году. Некоторые надписи на передней стене маласпинского замка могут указывать на это. По состоянию на ноябрь 2018 г. раскопки на этом месте ещё не проводились.

## Семья
В 1310 г. женился на Беатриче Висконти, в браке родилось трое детей:
- Джованна Новелла Маласпина: в 1340 г. вышла замуж за капитана народа Мантуи Луиджи Гонзага
- Гидда
- Елизавета